# Camponotus christi
Camponotus christi es una especie de hormiga del género Camponotus, tribu Camponotini. Fue descrita científicamente por Forel en 1886.
Se distribuye por Madagascar. Se ha encontrado a elevaciones de hasta 1491 metros. Vive en microhábitats como troncos podridos, la hojarasca y la vegetación baja.